# 고스톱 살인
"고스톱 살인"은 2014년에 개봉한 대한민국의 영화이다.

## 캐스팅
- 이승준 : 목장청년 상이 역
- 김홍파 : 안 교수 역
- 권남희 : 최 여사 역
- 송영재 : 김씨 역
- 오대환 : 김무식 역
- 김경화 : 연이 역
- 박지성 : 정원 역.: 연이 아들
- 김민규 : 백 사장 역
- 정의순 : 미스정 역
- 이소영 : 이슬기 역
- 박변계 : 무식동생 역
- 김건우 : 형사 역